# Flutter (Medizinprodukt)

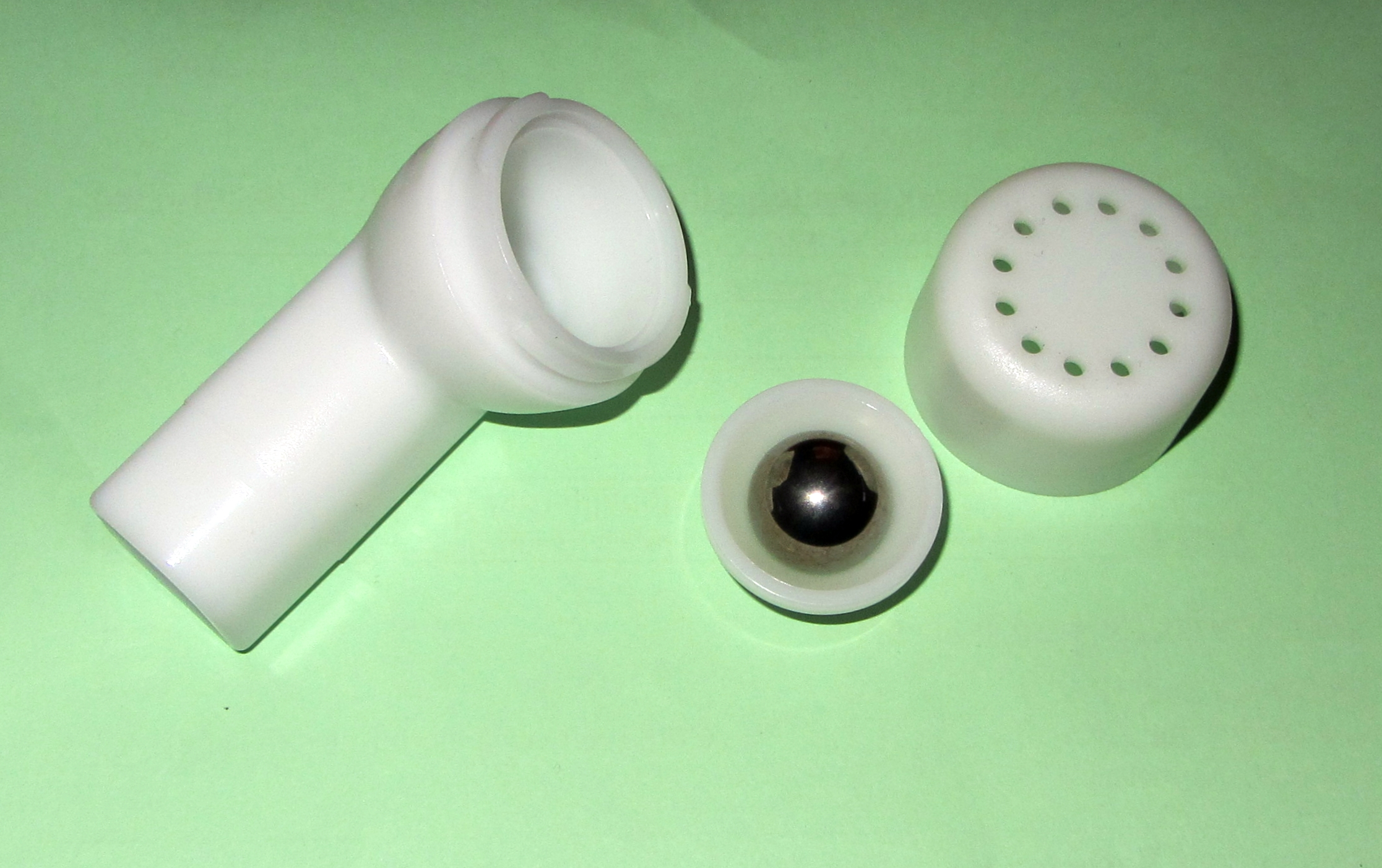
Flutter, zerlegt

Bestimmte Medizinprodukte, die Patienten mit Asthma bronchiale, Mukoviszidose und anderen Erkrankungen das Abhusten von Sekret erleichtern können, werden als Flutter bezeichnet. Auch die Bezeichnung VRP (vario-resistance-pressure) wird verwendet.
Diese Atemgymnastikgeräte bestehen aus einem Mundstück und einer Metallkugel, die in einem Trichter liegt und einen Widerstand beim Ausatmen bildet. Während der Ausatemphase wird im Bronchialsystem ein oszillierender Gegendruck erzeugt, der den Schleim lockert und einen Kollaps der Atemwege verhindert. Dadurch bleiben die Bronchien offen, und es kann leichter abgehustet werden. 
Bei instabilen Atemwegen kann der Schleim nicht abtransportiert werden. Flutter sollen – ähnlich wie andere Geräte zum selbständigen Atemtraining, PEEP-Ventile oder die einfache Lippenbremse – die Atemnot verringern und die Gefahr von Infektionen und Entzündungen durch Bronchialschleim im Sinne von Pneumonieprophylaxe vermindern.